# Areneo David
Areneo David (Lilongwe, 25 februari 1998) is een Malawisch voormalig boogschutter.

## Carrière
David was de eerste boogschutter uit zijn land die deelnam aan de Olympische Zomerspelen in Rio de Janeiro. Hij ging er in de eerste ronde uit met 6-0 tegen de Italiaan David Pasqualucci. Hij nam deel aan het kwalificatietoernooi voor het Wereldkampioenschap 2015 en 2019. In 2019 nam hij ook deel aan de Afrikaanse Spelen waar hij de derde ronde bereikte maar verloor van de Egyptenaar Youssof Tolba.
Hij nam opnieuw deel aan de Olympische Spelen van 2020 waar hij laatste eindigde in de kwalificatie en werd in de eerste ronde uitgeschakeld door Kim Je-deok met 6-0. Hij stopte na de Olympische spelen.